# Leptocharacidium omospilus
Leptocharacidium
Genre
Espèce
Leptocharacidium omospilus, unique représentant du genre Leptocharacidium, est une espèce de poissons d'eau douce téléostéens de la famille des Crenuchidae (ordre des Characiformes).

## Répartition
Leptocharacidium omospilus se rencontre en Amérique du Sud dans les bassins du rio Negro et du haut Orénoque.

## Description
Leptocharacidium omospilus mesure au maximum 70 mm, queue non comprise.

## Systématique
Le genre Leptocharacidium et l'espèce Leptocharacidium omospilus ont été décrits en 1993 par l'ichtyologiste brésilien Paulo Andreas Buckup (d),.

## Étymologie
Le nom générique, Leptocharacidium, est la combinaison du grec ancien λεπτός, leptόs, « fin, élégant », et de Characidium, le genre type de cette sous-famille.
L'épithète spécifique, omospilus, du grec ancien ὦμος, ỗmos, « épaule », et σπίλος, spílos, « marqué, tacheté », fait référence à la tache sombre présente sur la peau de ce poisson au niveau du cleithrum.

## Publication originale
- (en) Paulo Buckup, « Review of the characidiin fishes (Teleostei: Characiformes), with descriptions of four new genera and ten new species », Ichthyological Exploration of Freshwaters, Verlag Dr. Friedrich Pfeil (d), vol. 4, no 2,‎ juillet 1993, p. 97-154 (ISSN 0936-9902).